# 12th Street/Oakland City Center
12th Street/Oakland City Center is een metrostation in de Amerikaanse stad Oakland (Californië) en is onderdeel van het BART netwerk. Het station werd geopend op 11 september 1972 als onderdeel van de Richmond-Fremont Line, de eerste lijn van BART, die in oranje op de kaart staat. Het station kent drie ondergrondse niveaus, de verdeelhal ligt op niveau -1, op niveau -2 ligt een eilandperron voor het verkeer in noordelijke richting. De metro's naar het zuiden stoppen langs een zijperron op niveau -3, ten zuiden van het perron takt de Richmond-Fremont Line af naar Lake Merrit terwijl de andere lijnen rechtdoor naar West Oakland gaan. In noordelijke richting rijden de metro's op de Pittsburg/Bay Point-SFO/Millbrae Line aan de westkant van het eilandperron en de Richmond-Fremont Line alsmede de Richmond-Millbrae Line langs de oostkant. Als onderscheid met het vrijwel gelijk ingedeelde station 19th Street Oakland zijn rode bakstenen gebruikt bij de bekleding van het beton.